# Kanton Nanterre-2
Kanton Nanterre-2 is een kanton van het Franse departement Hauts-de-Seine. Het werd opgericht bij decreet van 24 februari 2014, met uitwerking in maart 2015.

Kanton Nanterre-2 maakt deel uit van het arrondissement Nanterre en telt 78.817 inwoners in 2017. 

## Gemeenten
Het kanton Nanterre-2 omvat:
- het zuidelijk en oostelijk deel van de gemeente Nanterre
- de volledige gemeente Suresnes